# Liste der Monuments historiques in Hunawihr
Die Liste der Monuments historiques in Hunawihr führt die Monuments historiques in der französischen Gemeinde Hunawihr auf.

## Liste der Objekte
| Bezeichnung                               | Beschreibung                                             | Standort                                          | Kennzeichnung | Schutzstatus | Datum     | Bild           |
| ----------------------------------------- | -------------------------------------------------------- | ------------------------------------------------- | ------------- | ------------ | --------- | -------------- |
| Gemälde Martyrium von Jakobus dem Älteren | Ölfarbe auf Leinwand, um 1810 von Charles-Joseph Corty   | in der Simultankirche St-Jacques-le-Majeur (Lage) | PM68000126    | Classé       | 1976      |                |
| Glocke                                    | Bronze, 1700 von Johann Peter Edel gegossen              | in der Simultankirche St-Jacques-le-Majeur (Lage) | PM68000125    | Classé       | 1971      |                |
| Kanzel                                    | Sandstein und Holz, um 1525                              | in der Simultankirche St-Jacques-le-Majeur (Lage) | PM68000449    | Classé       | 1983      |                |
| Skulptur Mariä Himmelfahrt                | Holz, farbig gefasst und vergoldet, 18. Jahrhundert      | in der Simultankirche St-Jacques-le-Majeur (Lage) | PM68000127    | Classé       | 1983      |                |
| Orgel                                     | Ensemble aus PM68000450 und PM68000660                   | in der Simultankirche St-Jacques-le-Majeur (Lage) | PM68000891    | Classé       | 1983 1987 | weitere Bilder |
| Orgelprospekt                             | Louis Dubois und Jacques Besançon zugeschrieben, um 1765 | in der Simultankirche St-Jacques-le-Majeur (Lage) | PM68000450    | Classé       | 1983      | weitere Bilder |
| Instrumentalteil der Orgel                | Louis Dubois und Jacques Besançon zugeschrieben, um 1765 | in der Simultankirche St-Jacques-le-Majeur (Lage) | PM68000660    | Classé       | 1987      | weitere Bilder |